# VHF
VHF (Very High Frequency) är radiofrekvenser mellan 30 och 300 megahertz det vill säga våglängder mellan tio och en meter, till skillnad från HF (High Frequency) à 3–30 megahertz.
Förr i tiden kallades detta frekvensband, ofta tillsammans med de ännu kortare våglängderna, för ultrakortvåg (UKV). Inte att förväxla med våglängdsområdet mellan en meter och tio centimeter (frekvenser mellan 300 och 3 000 MHz), nu kallat UHF (Ultra High Frequencies). VHF-bandet är även känt som meterbandet eller metervågor.

## Användningsområde
Enligt internationella överenskommelser (Internationella teleunionen) är användningsområdena i Sverige och i stort sett i resten av Europa grovt räknat och något förenklat så här:
| Frekvens (MHz) | Användningsområde                                                                                |
| -------------- | ------------------------------------------------------------------------------------------------ |
| 30–47          | Fast och mobil trafik för diverse tjänster, bland annat privat ”kommunikationsradio”             |
| 47–68          | Rundradio, television (analoga kanalerna 1 … 4 (EBU-band I))                                     |
| 68–87,5        | Fast och mobil trafik för diverse tjänster                                                       |
| 87,5–108       | Rundradio, ljud, vanligen kallad FM-bandet (EBU-band II), ursprungligen max. 100, senare 104 MHz |
| 108–144        | Flygradio, vissa rymdtjänster                                                                    |
| 144–146        | Amatörradio, ”2-metersbandet”, en del reserverad för CW (telegrafi)                              |
| 146–174        | Marin VHF, ”kommunikationsradio”, Fast och övrig mobil trafik för diverse tjänster               |
| 174–223        | Rundradio, television (analoga kanalerna 5 … 11 (EBU-band III ) )                                |
| 223–230        | Rundradio, DAB (Digital Audio Broadcasting) (analoga TV-kanalen 12 (EBU-band III))               |
| 230–300        | Fast och mobil trafik för diverse tjänster                                                       |

I andra länder kan indelningen vara annorlunda. Viktiga enskilda frekvenser är bland annat 121,5 megahertz (amplitudmodulering), internationell anrops- och nödfrekvens för luftfarten, och 156,8 megahertz (frekvensmodulering), internationell anrops- och nödfrekvens för sjöfarten (kanal 16).
Tidigare har sändningen skett analogt på flyg-nödfrekvensen 121,5 MHz, samt 243 MHz. Det har emellertid varit problem med falsklarm som oavsiktligt genererats på nämnda radiofrekvenser, och från och med 1 februari 2009 har övergång skett till digitala signaler på 406 MHz, som är exklusiv för EPIRB-systemet och den tidigare frekvensen 121,5 MHz avlyssnas numera inte av satellit utan används bara som pejlsignal för helikopter m.m. vid fastställande av de nödställdas position i närområdet.
 Med digitala signaler kan GPS-information skickas med nödanropet, och via en GPS-kopplad 406 MHz EPIRB kan en nödställds position anges inom +/- 100 meter.
För SAR-operationer (search and rescue) är 243 megahertz samverkansfrekvens för sjöräddning, flygräddning och räddning i rymden.

## Vågutbredningsegenskaper
Inom VHF-området sker vågutbredningen i huvudsak inom troposfären, och räckvidden är normalt till horisonten eller något däröver. Längre räckvidd genom avböjning i jonosfären i lägre delen av bandet, exceptionellt till maximalt 75 megahertz. Detta inträffar ej sällan nära solfläcksmaximum men nästan aldrig nära solfläcksminimum.
En annan mekanism, som kan ge långa räckvidder är så kallade ledskikt (engelska: duct) i troposfären. Dessa inträffar vid vissa meteorologiska förhållanden då temperatur och fuktighet i olika luftlager förändrar sig på ett onormalt sätt, så kallade inversioner. Hela VHF-området är utsatt för detta fenomen, som ger överräckvidd som kan ge upphov till störningar. I Sverige inträffar detta vanligast under dagtid på eftersommaren, men kan i princip hända när som helst under året. Ledskikt nattetid är ovanligt. Då vi ibland får in så starka fjärran TV-signaler från långt nere i södra Europa att de slår ut de svenska sändningarna är det ledskiktsutbredning det är fråga om. De upphör vanligen efter högst några timmar, men kan återkomma några dagar i följd, om vädret står sig.